# David Wagenfuhr
David Wagenfuhr (Colorado Springs, 22 juni 1982) is een voormalig Amerikaans voetballer die speelde als verdediger voor onder meer FC Dallas.
Wagenfuhr voetbalde vier jaar op de Creighton universiteit, waar hij op de tribune zat. Hij voetbalde ook in de USL Premier Development League voor Boulder Rapids Reserve. Wagenfuhr werd gekozen door toenmalig Dallas Burn in de MLS SuperDraft van 2004. In het eerste jaar bij Dallas Burn speelde hij weinig. Hij kreeg een basisplaats in 2005. Zijn eerste professionele doelpunt was op 8 juli 2006, tegen Red Bull New York.